# París-Roubaix 1919
La 20.ª París-Roubaix tuvo lugar el 20 de abril de 1919 y fue ganada por el francés Henri Pélissier. Fue la primera edición tras el fin de la Primera Guerra Mundial.

## Clasificación final
| Posición | Ciclista          | Equipo      | Tiempo        |
| -------- | ----------------- | ----------- | ------------- |
| 1        | Henri Pélissier   | La Sportive | 12 h 15 min   |
| 2        | Philippe Thys     | La Sportive | m.t.          |
| 3        | Honoré Barthélémy | La Sportive | m.t.          |
| 4        | Louis Heusghem    | La Sportive | a 1 min       |
| 5        | Alexis Michiels   | La Sportive | m.t.          |
| 6        | Francis Pélissier | La Sportive | a 10 min      |
| 7        | Jean Rossius      | La Sportive | a 15 min      |
| 8        | Émile Masson sr.  | La Sportive | a 15 min 30 s |
| 9        | Eugène Christophe | La Sportive | a 16 min      |
| 10       | Alfred Steux      | La Sportive | a 24 min      |